# Rafael Gouveia
Rafael Magalhães de Gouveia (Goiânia, Goiás, 01 de setembro de 1990) é um empresário e político brasileiro, filiado ao Republicanos. 
Em 2018, foi eleito deputado estadual por Goiás pelo Democracia Cristã (DC), com 23.466 votos (0,76%).
Em 2022, disputou eleição a Deputado Federal por Goiás, ficando como 1º suplente, tendo mais de 50 mil votos. 